# مایک بارتن
مایک بارتن (انگلیسی: Mike Barten؛ زادهٔ ۲۰ نوامبر ۱۹۷۳) بازیکن فوتبال اهل آلمان است.
از باشگاه‌هایی که در آن بازی کرده‌است می‌توان به باشگاه فوتبال ارتسگبیرگ آئو، باشگاه ورزشی وردر برمن، و باشگاه فوتبال هانوفر ۹۶ اشاره کرد.